# Салих Селимовић
Салих Селимовић (Тешањ, 25. октобар 1944) српски је историчар, професор и публициста из Сјенице. Познат је по својим истраживањима у областима историје исламизације југословенских простора, демографији и миграцијама становништва. Добитник је Вукове награде за 2013. годину.

## Биографија
Потиче из породице Вујовић која је временом исламизована. Основну школу и гимназију завршио је у родном Тешњу, а факултетске студије на Сарајевском универзитету. Након завршених студија у Сарајеву, радио је као наставник историје у Кладници код Сјенице, затим у Самоуправној интересној заједници за основно образовање у Сјеници, те био директор Основним школама у селима Годијево и Сушица код Бијелог Поља.
Историјом као науком, Селимовић се почео бавити одмах по завршетку студија, а како наводи сам Селимовић, област његовог посебног интересовања је порекло породица и исламизација, као и демографски и миграциони процеси на Сјеничко-пештерској висоравни и у целој Старој Рашкој или Рашкој области.
Селимовић је активни учесник многих научних скупова и стални сарадник више научних зборника и ревија. До сада је објавио шест књига и преко 70 научних радова, који су публиковани у научним зборницима историјских музеја и архива у Србији и Црној Гори. Аутор је студија „Сјеница“ и „Кладница“ и један од аутора антропогеографске студије „Сјенички крај“. Његова последња књига „Прилози пореклу, исламизацији, миграционим и демографским процесима у Рашкој области“, је од стручне јавности оцењена као изузетан историографски драгуљ.
Селимовић је награђиван више пута за научне области којима се бави, а између осталог добитник је Вукове награде за 2013. годину, као и Кочићеве награде за исту годину.

## Избор из библиографије
- Селимовић, Салих (1990). „Кладница - становништво”. Новопазарски зборник. 14: 121—136.[мртва веза]
- Селимовић, Салих (1994). „Новија демографска кретања у општини Сјеница”. Ужички зборник. 23: 249—263.
- Селимовић, Салих (1997). „Настанак и развој Сјенице до ослобођења од Турака”. Ужички зборник. 25-26 (1996-1997): 235—260.
- Селимовић, Салих (1999). „Клименте и Кучи на Пештерској висоравни”. Новопазарски зборник. 23: 209—222. Архивирано из оригинала 10. 06. 2020. г. Приступљено 05. 03. 2019.
- Селимовић, Салих (1999). „Стара Рашка (Рашка област) у турским административно-управним подјелама”. Брезнички записи. 11-12: 25—36.
- Селимовић, Салих (2000). Историја Сјенице: Настанак и развој до ослобођења од Турака 1912. године и нова демографска кретања. Београд: Студент.
- Селимовић, Салих (2001). „Неке карактеристике исламизације у Рашкој области”. Ужички зборник. 27 (1998): 85—106.
- Селимовић, Салих (2001). „Срби муслимани и њихова денационализација” (PDF). Гласник Завичајног музеја. Пљевља. 2: 163—181.
- Селимовић, Салих (2001). „Старовлашки кнезови Рашковићи”. Новопазарски зборник. 25: 149—158. Архивирано из оригинала 28. 04. 2020. г. Приступљено 05. 03. 2019.
- Селимовић, Салих (2002). „Насеље, порекло и миграциона динамика становништва Кладнице”. Ужички зборник. 28 (1998): 195—216.
- Селимовић, Салих (2002). „Хришћанске традиције код муслимана на Сјеничко-пештерској висоравни”. Новопазарски зборник. 26: 135—147. Архивирано из оригинала 28. 04. 2020. г. Приступљено 05. 03. 2019.
- Селимовић, Салих (2002). „Неке карактеристике исламизације у Полимљу”. Милешевски записи. 5: 147—164.
- Селимовић, Салих (2004). Сјеница: Настанак и развој до ослобођења 1912: Нова демографска кретања (1. изд.). Пожега: Епоха.
- Селимовић, Салих (2004). „Вожд Карађорђе на Сјеничко-пештерској висоравни 1809. године”. Први српски устанак и Рашка област: Зборник радова. Пријепоље: Милешевски културни клуб Свети Сава. стр. 28—39.
- Селимовић, Салих (2006). „Остаци хришћанских традиција код муслимана у средњем Полимљу, Бихору и на Пештерској висоравни” (PDF). Гласник Завичајног музеја. Пљевља. 5: 163—186.
- Селимовић, Салих (2007). „Нахија Барче у турском попису 1604”. Ужички зборник. 31 (1): 63—76.
- Селимовић, Салих (2008). „Нахија Сјеница у турском попису 1604”. Ужички зборник. 32: 111—130.
- Селимовић, Салих (2010). „Муслимански песници у српској књижевности крајем 19. и почетком 20. столећа”. Историјска баштина. 19: 27—38.
- Селимовић, Салих (2011). „Сјенички крај 1941. године”. Ужички зборник. 35 (1): 265—287.
- Селимовић, Салих (2012). Прилози пореклу, исламизацији, миграционим и демографским процесима у Рашкој области. Београд: Институт за политичке студије.
- Селимовић, Салих (2013). Сјеница: Настанак и развој до ослобођења 1912: Нова демографска кретања (2. доп. изд.). Београд: Ариом.
- Селимовић, Салих (2013). „Исламизација и двоверје код наших муслимана” (PDF). Политичка ревија. 36 (2): 227—241.
- Селимовић, Салих (2013). Прилози прошлости старе Рашке. 1. Ужице: Графичар.
- Селимовић, Салих (2014). Прилози прошлости старе Рашке. 2. Ужице: Графичар.
- Селимовић, Салих (2014). „Ратна и друга збивања на Сјеничко-пештерској висоравни у Првом светском рату: Прилог проучавању”. Историјска баштина. 23: 111—126.
- Селимовић, Салих (2014). „Појава ислама на Балкану у средњем веку” (PDF). Политичка ревија. 39 (1): 193—205.
- Селимовић, Салих (2015). „Двоверје код муслимана у Полимљу, Бихору и на Сјеничко-пештерској висоравни”. Милешевски записи. 10 (2014): 225—237.
- Селимовић, Салих (2015). Сјеница. 2. Ужице: Графичар.
- Селимовић, Салих (2015). „Сјеничка резолуција 1917. године”. Ужички зборник. 39: 89—104.
- Селимовић, Салих (2015). „Неке карактеристике политичких прилика у Сјеничком срезу између I и II светског рата”. Новопазарски зборник. 38: 87—103.
- Селимовић, Салих (2015). „Сјенички крај 1815-1834. године”. Златиборски летопис. 1 (1): 159—173.
- Селимовић, Салих (2015). „Карађорђе Петровић у историји и народној традицији на Сјеничко-пештерској висоравни” (PDF). Гласник Завичајног музеја. Пљевља. 10: 53—72.
- Селимовић, Салих (2015). „Неке карактеристике миграционих и демографских кретања на Сјеничко-пештерској висоравни у току XIX, XX и до почетка XXI века” (PDF). Гласник Завичајног музеја. Пљевља. 10: 151—169.
- Селимовић, Салих (2016). „Остаци неких хришћанских традиција код муслимана у Средњем Полимљу, Бихору и на Пештарској висоравни”. Српска слободарска мисао. 17 (100): 61—80.
- Селимовић, Салих (2017). „Сјеничко-пештерски крај у току балканских ратова”. Ужички крај и Стари Влах у балканским ратовима 1912. и 1913. године: Зборник радова. Ужице: Градски одбор потомака ратника 1804-1918. стр. 81—90.
- Селимовић, Салих (2017). „Карактеристике порекла, миграционих и демографских процеса на Сјеничко-пештерској висоравни”. Зборник Матице српске за друштвене науке. 68 (163): 430—445.
- Селимовић, Салих (2017). „Муслимански књижевници који су се осећали као Срби крајем 19. и почетком 20. столећа”. Српска слободарска мисао. 18 (101): 95—105.
- Селимовић, Салих (2017). „Муслимани српског порекла и њихова денационализација”. Српска слободарска мисао. 18 (102): 119—138.
- Селимовић, Салих (2017). Рашка или Санџак. Београд: Српска радикална странка.
- Селимовић, Салих (2017). Презимена и њихово порекло на Сјеничко-пештерској висоравни. Ужице: Графичар.
- Селимовић, Салих (2018). „Усташка НДХ у Сјеничком срезу мај-септембар 1941”. Српска слободарска мисао. 19 (104): 31—43.
- Селимовић, Салих (2018). „Девширма или данак у крви”. Српска слободарска мисао. 19 (105): 75—82.
- Селимовић, Салих (2018). „Неке карактеристике насељавања Пештерске висоравни у 18. веку”. Научни скуп "Академик Петар Влаховић". Рача: Центар за митолошке студије Србије. стр. 237—253.
- Селимовић, Салих (2018). „Карактеристике миграционих и демографских кретања на Сјеничко-пештерској висоравни током 19. и до почетка 21. века”. Ужички зборник. 42: 177—199.
- Селимовић, Салих (2018). Да будемо оно што јесмо. Београд: Српска радикална странка.